# تورتة زاخر
(نقحرة: تورتة زاخر) أو تلفظ ‎[زَخَرْتُرتة أو تُرتة زخر]‏ (بالألمانية: Sachertorte - زاخرتورتة) (بالإنجليزية: Sachertorte)‏ هي كعك شوكولاتة صنعه الخباز النمساوي الشهير فرانز زاخر للأمير كليمنس فون مترنيش في فيينا بالنمسا عام 1832. وهي واحدة من أشهر ما يختص به المطبخ الفييني.

## المكونات
تتكون الكعكة من طبقتين كثيفتين من عجينة قليلة التحلية من الشوكولاته، وطبقة من مربى المشمش بينهما، وتغلف بطبقة مثلجة من الشوكولاتة الداكنة. يتم تقديمها عادة مع قشطة الحليب.
العلامة التجارية للكعك يمتلكها فندق زاخر، الذي بناه ابن فرانز زاخر 1876، والذي يحافظ على سرية صناعة الكعك. في عام 1965 دخل الفندق في منازعات قضائية طويلة مع مقهى ديميل، والذي يقدم كعك أطلق عليه «زَخَرتُرتة الأصلي». مما جعل الكثيرين يتساءلون كيف تمكنت ديميل من الحصول على الوصفة. تقدم الآن الكعكة التي تصنعها ديميل باسم «زَخَرتُرتة من ديميل»، وهي لا تحوي طبقة مربى المشمش.

## مقتطفات
كعكة الشوكولاتة الشهيرة، ظهرت بالصدفة، حيث أن طباخ الأمير كلمنس الأساسي كان يعاني من مرض في ذلك اليوم وكان الأمير قد طلب منه صناعة حلوى له، ولأنه لا يريد أن يشعر بالخزي أمام الأمير فقد طلب من تلميذه فرانز زاخر ذي 16 عاماً أن يصنع الحلوى بدلاً عنه، كان ذلك هو السبب في نشوء زَخَرتُرتة.
ببرنامج الأطفال الشهير افتح يا سمسم ينادي الكونت الكونتيسة بـ«زاختي الصغيرة» "my little Sachertorte".

## وصلات خارجية
الموقع الرسمي لزَخَرتُرتة